# シリア語
シリア語（シリアご、古典シリア語（こてんシリアご））はシリア、レバノン、トルコ、イラクを中心とする中東のキリスト教徒によって用いられている典礼言語。アフロ・アジア語族セム語派に属するアラム語の一種。

## 歴史
元来は1〜2世紀頃のエデッサ（現トルコ領ウルファ）辺りのアラム語方言とされているが、エデッサが初期のキリスト教の研究と布教の中心となりこの方言がキリスト教と結びついたため、文語としての地位を確立すると中東一帯で広く用いられるようになった。
しかし5世紀にいわゆるネストリウス派が分離してサーサーン朝ペルシア領内で活動するようになると、ローマ帝国領内のキリスト教徒との交流がなくなり、双方の言語に差異が生じた。ペルシア領内の言語は東シリア語、ローマ領内の言語は西シリア語と呼ばれる。
7世紀にこの地域がイスラームの支配を受けるようになると、シリア語はキリスト教徒のみが用いる言語になり、口語はアラビア語に取って代わられて衰退した。
現在ではシリアのキリスト教徒もそのほとんどがアラビア語話者であり、主にキリスト教会の典礼用語などとしてのみシリア語が用いられている。
- 東シリア語 - アッシリア東方教会（ネストリウス派）、カルデア典礼カトリック教会（東方典礼カトリック）など
- 西シリア語 - シリア正教会（非カルケドン派）、マロン典礼カトリック教会（東方典礼カトリック）など

## 文字
シリア文字が用いられるが、3つの異なる字体が存在する。東西分裂以前のシリア語ではエストランゲロ体という古形が用いられた。これは現在でも欧米の学術出版で用いられることがある。東シリア語はネストリウス体 (東方書体とも) を用い、西シリア語はセルトー体 (西方書体とも) を用いる。
黙字（書いても読まない文字）が比較的多く、黙字を示すための記号がある。

## 音韻

### 母音
東西シリア語で母音体系は若干異なる。東シリア語の方が古い体系を保存しているとみなされている。
- 東/a/ - 西/a/
- 東/ā/ - 西/o/
- 東/e/ - 西/e/
- 東/ē/ - 西/i/,/e/
- 東/i/ - 西/i/
- 東/o/,/u/ - 西/u/

### 子音
破裂音(/b/,/g/,/d/,/k/,/p/,/t/)は母音の後で摩擦音になる。

## その他
京都大学大学院総合生存学館の磯部洋明准教授（宇宙物理学）と大阪大学文学研究科大学院生の早川尚志らのチームは、バチカン図書館がウェブ上に公開しているデータを活用し、現在のトルコのディヤルバクル近くにあった修道院のヨシュアという人物が8世紀後半にシリア語で書いた「ズークニーン年代記」を検証し、その挿絵が世界最古のオーロラ図の可能性があると専門誌に発表した。